# Dichoteleas ambositrae
Dichoteleas ambositrae (лат.) — вид наездников рода Dichoteleas из подсемейства Scelioninae (Scelionidae). Мадагаскар.

## Описание
Мелкие наездники-сцелиониды, длина около 3 мм. Этот вид можно определить по отсутствию дорсального медианного киля на тергитах Т1—Т4 метасомы и чёрной голове. Нотаули неполные, переднеспинка жёлтая. У сходных видов D. subcoeruleus, D. fulgidus и D. fuscus развит медианный киль на T1—T4, а от других видов его можно отличить по жёлтому пронотуму и гладкому мезоскутуму. Усики 12-члениковые. Число максиллярных пальпомеров: 4. Форма максиллярных пальпомеров: удлинённая цилиндрическая. Число лабиальных пальпомеров: 2. На средних и задних голенях по одной шпоре, есть латеральные шипы на мезоскутеллуме и медиальный шип на метаскутеллуме.